# Либерије Равенски
Либерије Равенски је ранохришћански светитељ и епископ града Равене из 2. века. 
Свети Либерије се сматра оснивачем епоскопске катедре у Равени. Био је први епископ овога града. 
Умро је око 200. године.
Православна црква прославља светог Либерија 30. децембра по јулијанском календару.